# حادثة فيلا
حادثة فيلا (بالإنجليزية: Vela Incident)‏ وتعرف أيضا بالوميض الجنوب أطلسي، هي وميض مزدوج غير مُعرف قام بضبطه القمر الصناعي الأمريكي «فيلا هوتل»، في 22 سبتمبر 1979، بالقرب من جزر الأمير إدوارد الواقعة في المحيط الهندي.
بقيَ سبب هذا الوميض غير معروف رسمياً وظلت بعض المعلومات التي تخص هذا الحدث سرية. وعلل البعض أن سبب هذه الإشارة قد يكون تعرُّض القمر الصناعي لضربة نيزك. إن الواحد والأربعين حالة للوميض المزدوج التي تم ضبطها بواسطة القمر الصناعي فيلا كانت قد تسببت بها اختبارات لأسلحة نووية. اليوم، يعتقد الكثير من الباحثين المستقلين بأن وميض عام 1979 كان سببه انفجار نووي- من المحتمل أنه اختبارٌ نوويٌّ غير معلن عنه نفذته جنوب أفريقيا وإسرائيل.

## الاكتشاف
كشف عن «الوميض المزدوج» في 22 سبتمبر 1979، عند الساعة 00:53 بحسب التوقيت العالمي، بواسطة القمر الصناعي الأمريكي فيلا أو بّي أس 6911 (كما يعرف أيضا بفيلا 10 وفيلا 5 بي)، والذي حمل حساسات مختلفة تم تصميمها لضبط الانفجارات النووية التي تخالف معاهدة الحظر الجزئي للتجارب النووية. بالإضافة لذلك، تتمكن هذه الحساسات من قياس أشعة جاما والأشعة السينية والنيوترونات. تحتوي هذه الأقمار الصناعية أيضا على حساسات (بانغميتر) سيليكونية صلبة والتي يمكنها ضبط الوميض ثنائي الضوء المرتبط بانفجارات نووية جوية: الموجز الأولي والوميض الشديد المتبوع بوميض أطول.
أعد القمر الصناعي تقريراً ذاتياً عن خاصية الوميض المزدوج لانفجار نووي صغير يحتوي على قدرة انفجارية تعادل اثنين إلى ثلاثة كيلوطن من التي إن تي في المحيط الهندي، بين جزر الكروزيت (جزر فرنسية يسكنها عدد قليل جداً من الناس) وجزر الأمير إدوارد (التي تنتمي لأفريقيا الجنوبية)   47 درجة جنوباً و40 درجة شرقاً.
إن بعض بيانات الأنظمة الأخرى، كنظام مراقبة الصوت (أس أو أس يو أس) ونظام موقع تأثير الصواريخ (أم آي ال أس)، والتي تأسست من قبل الولايات المتحدة الأمريكية وحلف الناتولكشف عن الغواصات تابعه للاتحاد السوفييتي والمواقع التي سقطت فيها الرؤوس الحربية المستخدمة في لإجراء الاختبار الفعليللصواريخ، تم تفتيشها على التوالي في محاولة لكسب المزيد من المعلومات على احتمالية وجود انفجار نووي في المنطقة. وجدت هذه البيانات لعدم امتلاك دليل أساسي ووافٍ لتفجير السلاح النووي.
حلقت طائرة مراقبة التابعة للقوات الجوية الأمريكية لأكثر من 25 طلعة جوية فوق المنطقة في المحيط الهندي من 22 سبتمبر حتى 29 أكتوبر 1979، لأخذ عينات وصور من الجو للمنطقة. وأكدت دراسات أنماط الرياح أن تبعات انفجار في جنوبي المحيط الهندي كان من الممكن أن تُحمل من هناك حتى جنوب غربي أستراليا. بعدما تم دراسة تلك الأنماط، أُفيد أن المستويات المنخفضة من اليود-131 (منتج للانشطار النووي-ذو عمر نصفي قصير) في الأغنام في ولايتي فيكتوريا الجنوبية الشرقية أستراليا وتسمانيا بعد الحدث بفترة قصيرة. لم تظهرالأغنام في نيوزلندا مثل هذا الأثر. بعد هذا الحادث مباشرةً، كشف المرصد أريسيبوالأيونوسفيري والتلسكوب الراديوي في بورتوريكو موجة غريبة في صباح 22 سبتمبر 1979، والتي انتقلت من الجنوب الشرقي إلى الشمال الغربي، وهو الحدث الذي لم يحصل أو يلاحظ سابقاً.
بعد أن تم الإعلان عن هذا الحدث، وضحت وزارة الدفاع الأمريكية أنه كان إما انفجاراً لقنبلة، أو مزيجاً من الظواهر الطبيعية، كالبرق والنيزك، أو وميض من الشمس. كان التقييم الأولي الذي قام به مجلس الأمن القومي للولايات المتحدة (أن أس سي) بدعم تقني من مختبر البحوث البحرية الأمريكية في أكتوبر 1979، بأن مجتمع المخابرات الأمريكية لديه «ثقة عالية» بأن الحدث كان انفجاراً نووياً منخفض العائد على الرغم من اكتشاف الحطام المشع الذي قد تم الكشف عنه، حيث أوضحت ان لا توجد هناك بيانات زلزالية أو صوتية مائية داعمة. راجع مجلس الأمن القومي الأمريكي لاحقاً التقرير وأصبحت حالة الموقف الجديدة بعد التنقيح إلى «غير حاسم» فيما إذا كان قد حدث اختبار نووي وتضمن التقرير نفسه بأنه إن كان قد تم تنفيذ اختبار نووي، فإن المسؤولية تقع على عاتق جمهورية أفريقيا الجنوبية.

### مكتب تقييم العلوم والتكنولوجيا
طلبت إدارة الرئيس الأمريكي كارتر من مكتب سياسات العلوم والتكنولوجيا (أو أس تي بّي) أن يجتمع بفريق من خبراء الأجهزة لإعادة النظر في بيانات فيلا هوتل6911، ومحاولة تحديد ما إذا كان الوميض البصري الذي تم الكشف عنه قد حدث نتيجة لاختبار نووي. كانت النتيجة مهمة جداً بالنسبة لكارتر، إذ حددت نتائج هذه البيانات ورسمت الخطوط العريضة لرئاسته بشكل بارز وحملته للحصول على ولاية ثانية في الانتخابات التي جرت في عام 1980 بالإضافة إلى مواضيع حظر الانتشار السلاح النووي. وُقّعت المعاهدة الثانية لمحادثات الحد من انتشار الأسلحة الاستراتيجية أو أس إيه أل تي 2 قبل ذلك بثلاثة أشهر، وعُلّق تصديقها من قبل مجلس الشيوخ الأمريكي ووقعت إسرائيل ومصر على اتفاقات معسكر ديفيد قبل ذلك أيضا بستة أشهر.
فوض فرانك برس المشرف العلمي للرئيس الولايات المتحدة الأمريكية كارتر ورئيس مكتب سياسات العلوم والتكنولوجيا، فريقاً من خبراء العلوم والهندسة لإجراء تقييم على الأدلة وتحديد احتمالية حدوث الانفجار يمكن أن يعد على أنه تفجير نووي، وكان رئيس هذا الفريق العلمي، د. جاك روينا، في معهد ماساتشوستس التكنولوجي وأيضاً المدير السابق لوكالة مشاريع البحوث المتقدمة التابعة لوزارة الدفاع الأمريكية. كما تم التقرير عنه في صيف 1980، لاحظت اللجنة أن هناك بعض الاختلافات الرئيسية بين الدليل البصري الذي تم الكشف عنه وذلك الخاص بالتفجير النووي حقيقي، خاصة في نسبة الشدة التي تم قياسها بواسطة كاشفين موضوعين على القمر الصناعي.
يحتوي التقرير الذي كُشفت عنه السرية الآن، على تفاصيل للقياسات التي تم أخذها بواسطة قمرفيلاهوتل الصناعي. تم التقاط الانفجار بواسطة أحد الأزواج العدة التي كانت على قمر فيلا الصناعي، إذ كانت الأقمار الأخرى المشابهة له تنظر إلى أجزاء مختلفة من كوكب الأرض، أو أن أحوال الطقس منعتها من رؤية الحدث نفسه. كانت أقمار فيلا الصناعية قد كشفت في السابق عن41 اختباراً جوياً- تم أخذهم بواسطة بعض الدول كفرنسا وجمهورية الصين الشعبية- تم تأكيد كل منها لاحقاً بوسائل أخرى بما في ذلك اختبار السقوط الإشعاعي.
وأشار غياب أي معلومات تدعم الانفجار النووي في حادثة فيلا بأن إشارة الوميض المزدوج كانت إشارة «جنونية» زائفة غير معروفة الأصل ومن المحتمل أن تأثير النيزكصغير قد تسبب بها. تلك الإشارات الوميض المزدوج تشبه إلى حداً كبير الإشارات التي قامت بمحاكاة الانفجارات النووية التي تم استلام إشارتها عدة مرات من قبل.
ذكر التقرير بأن بيانات الوميض المزدوج تحتوي على «الكثير من الصفات والإشارات التي تبعثها الانفجارات النووية التي لوحظت علاماتها من قبل»، ولكن «أظهر الفحص الدقيق انحرافا يمكن ملاحظته بسهولة في توقيع الضوء المتعلق بحدث 22 سبتمبر والذي يثير الشك حول تفسيره على أنه انفجار نووي حقيقي».إن أفضل تحليل يمكن أن يقدموه من البيانات المقترحة أنه إن كان قد تم فحص الحساسات بشكل دقيق، كان سيكون أي مصدر من مصادر الوميض الضوئي، «أحداث جنونية» زائفة.
ومن ثم، فإن تحديدهم الأخير للأمر بأنه بينما لا يستطيعون هم استبعاد كون أن الإشارة قد كانت ذا أصل نووي، «استناداً إلى تجربتنا في تقديرات علمية متقاربة، فإنه تفسيرنالإشارة 22 سبتمبر لم تأتي على الأرجح نتيجة لانفجار نووي». زعم فيكتور جلينيسكي (عضو سابق في اللجنة التنظيمية النووية) بأن النتائج التي عثر عليها الفريق العلمي كانت قد تكون ذوات دوافع سياسية. حيث بدت بعض البيانات مؤكدة بأن مصدر إشارة الوميض المزدوج كان انفجاراً نووياً. تم قياس اضطراب ايونوسفيري متنقل غريب في مرصد أكريبيتو في بورتوريكو في الوقت ذاته, لكن على بعد الكثير من الآف الأميال في النصف الثاني من الكرة الأرضية. توصل اختبار أُجري بعد عدة شهور في أستراليا الغربية إلى بعض المستويات مرتفعة الإشعاع النووي.
ولم تجد دراسة مفصلة أجريت بواسطة مختبر نيوزيلندا القومي للإشعاع دليلاً على وجود زيادة في النشاط الإشعاعي، وكذلك لم تموله الحكومة الأمريكية أي مختبر نووي  لفعل ذلك. زعم علماء مختبر لوس انجلوس القومي والذين عملوا على برنامج فندق فيلا قناعتهم بأن قمر كاشفات قمر فندق فيلا الصناعي عملت بشكل صحيح. أثار ليوتار ويس عندما كان مديراً للموظفين في لجنة الطاقة وتزايد التسليح النووي الفرعي لمجلس الشيوخ، القلق بشأن نتائج الفريق المخصص لغرض البحث في قضية فندق فيلا، زاعماً بأنها كانت قد وضعت بواسطة إدارة كارتر كي ترد على الرأي المربك والنامي حول أنه كان اختبار نووي إسرائيلي. لم تتم مشاركة المعلومات الاستخبارات بخصوص البرنامج النووي الإسرائيلي مع الفريق الذي أظهر بناء على ذلك تقريره الإنكار المعلومات التي الذي طلبته الإدارة الأمريكية منهم.

## الجهات المسؤولة المُحتمَلة
إذا كان قد حصل انفجار نووي فعلاً، فإنه يحدث داخل دائرة ذات مدارة قدره 3000 ميل (وقطر يساوي 4,800 كيلومتر) مغطيةً بذلك أجزاء من المحيط الهندي والمحيط الأطلسي والطرف الجنوبي لأفريقيا وجزء صغير من القارة القطبية الجنوبية.

### إسرائيل
قبل حادثة فيلا، كانت وكالة الاستخبارات الأمريكية قد وضعت تقديرات بأنه من المحتمل أن إسرائيل قد حصلت فعلا على أسلحة نووية. طبقا للصحفي سيمور هيرش، فإن الوميض حصل نتيجة التجربة النووية المشتركة الثالثة من نوعها التي قامت بين إسرائيل وجنوب أفريقيا في المحيط الهندي، وأن الإسرائيليين كانوا قد أرسلوا سفينتين من نوع آي دي أف ورجالا من الوحدات العسكرية الإسرائيلية وخبراء نوويين لإجراء الاختبار. استنتج الكاتب ريتشارد رودس أيضاً بأن الحادث كان بسبب اختبار نووي إسرائيلي، تم بالتعاون مع جنوب أفريقيا وبعد ذلك أخفت الإدارة الأمريكية هذه الحقيقة عن عمد لتمنع بذلك تعقيد العلاقات مع جنوب أفريقيا وإسرائيل.
بالإضافة إلى ذلك، قدم ليونارد ويس عدداً من الحجج التي تدعم فكرة أن الاختبار كان إسرائيلياً بحتاً، وادعى أيضاً بأن الإدارات المتتالية لأمريكا تستمر في إخفاء تلك المعلومات والتستر على الاختبار لصرف الانتباه غير المرغوب فيه والذي قد يصور سياستها الخارجية بطريقة سيئة. وبالمثل، استنتج البروفيسور آفنر كوهين بأنه وبالنظر إلى الأحداث، فإن التستر الذي تقوم به الولايات المتحدة ليس غريباً لأنه كان هناك «على الأقل ثلاث قطع علمية مستقلة من الدليل غير متعلقة بالقمر الصناعي، والتي تؤكد وجود الانفجار».
في كتاب ذا نيوكلير ايكسبريس (The Nuclear Express) في عام 1980: حيث يتناول الكتاب  تاريخ سياسي للقنبلة وتزايدها على مرور السنين، وضح توماس سي ورييدوداني بيستلمان رأيهما بأن "الوميض المزدوج" كان نتيجة لاختبار مشترك بين جنوب أفريقيا وإسرائيل لقنبلة نووية. وأعلن دايفيدالبرايت في مقالته عن حادثة "الوميض المشترك" في "نشرة العلماء الذريين" بأنه "إذا كان وميض عام 1979 قد حدث بسبب اختبار نووي، فإن معظم الخبراء يوافقون بأنه كان إسرائيلياً على الأرجح.
في 2010، ذكرت بعض التقارير أن في 27 فبراير 1980، كتب الرئيس «جيمي كارتر» في مذكراته اليومية، «لدينا اعتقاد متزايد بين علمائنا بأن الإسرائيليين قاموا حقاً بإجراءانفجار نووي تجريبي في المحيط، بالجانب الجنوبي من أفريقيا». كتب «ليونارد ريس»، من مركز الأمن العالمي والتعاون في جامعة ستانفورد: «إن حجم الأدلة وكثرتها  على أن حادثة فيلا كانت نتيجة اختبار نووي إسرائيلي بمساعدة من جنوب أفريقيا يبدو حقيقياً فعلاً».
كتب ريد بأنه يعتقد أن حادثة فيلا كانت نتيجة اختبار لقنبلة نيوترونية إسرائيلية تجريبية.كانت هناك احتمالية عدم الكشف عن الاختبار الذي قامت به الحكومة الإسرائيلية لأنهم اختاروا على وجها لتحديد فرصة مناسبة، وفقًا للبيانات المتفق عليها عندهم، لم يكن هناك أي قمر فيلا صناعي نشط يراقب المنطقة.. إذ وعلى الرغم من أن قمر فيلا الصناعي والذي كشف عن الانفجار تابع رسمياً موضوعاً من قبل الولايات المتحدة كان «خارج الخدمة»، لكنه كان ما يزال قادراً على استقبال البيانات.بحلول عام 1984، وطبقاً لموردشاي فانونو (يعرف أيضا بجون كروسمان)، فإن إسرائيل كانت تنتج قنابل نيوترونية بكميات كبيرة.

### جنوب أفريقيا
كان لدى جمهورية جنوب أفريقيا برنامج أسلحة نووية في ذلك الوقت ويقع ضمن الموقع الجغرافي نفسه الذي قامت به إسرائيل بإجراء تجارب نووية. ومع ذلك، فإنها كانت قد انضمت إلى معاهدة حظر الاختبار الجزئي في عام 1963، ومنذ انتهاء عصر التمييز العنصري، كشفت جنوب أفريقيا عن معظم المعلومات التي تمتلكها بما يتعلق ببرنامجها الخاص بالأسلحة النووية. طبقاً لعمليات التفتيش الدولية وتقرير الوكالة الدولية للطاقة الذرية الذي تلا ذلك، لم يكن بإمكان جنوب أفريقيا أن تصنع قنبلة نووية كهذه، حتى نوفمبر  1979بعد شهرين من حادثة «الوميض المزدوج».

علاوة على ذلك، أعلنت الوكالة الدولية للطاقة الذرية بأن كل القنابل النووية الجنوب أفريقيا المحتملة معروفة مسبقاً لهم. كشف تقرير وكالة الاستخبارات المركزية ليوم 21 يناير 1980، الذي قدم للوكالة الأمريكية لتحديد السلاح ونزع الأسلحة، ما يلي:
باختصار، وجد مكتب الدولة للاستخبارات والبحوث أن الحجج التي كشف عن إجراء جمهورية جنوب أفريقيا اختباراً نووياً في 22 سبتمبر، غير مقنعة، وعلى الرغم من ذلك، فإن كان قد وقع انفجار نووي في هذا التاريخ، فإن جنوب أفريقيا هي المرشح الأكثر نصيباً لتكون مسؤولة عنه. إن القرار رقم 418 لمجلس الأمن الدولي والذي صدر في 4 نوفمبر 1977، فرض حظر أسلحة إجباري ضد جنوب أفريقيا، إذ فرض أيضاً على جميع الولايات أن لا تشترك في «أي عمل تعاوني مع جنوب أفريقيا يرتبط بصنع وتطوير الأسلحة النووية».